# El Terrible
Damián Gutiérrez Hernández, né le 12 avril 1976, plus connu sous son nom de ring El Terrible, est un catcheur mexicain professionnel, actuellement sous contrat avec la Consejo Mundial de Lucha Libre.

## Carrière

### Consejo Mundial de Luncha Libre (2002-...)
Le 14 février 2010, lui et El Texano Jr. perdent contre No Limit (Tetsuya Naitō et Yujiro Takahashi) et ne remportent pas les IWGP Tag Team Championship.
Le 1er janvier 2012, il bat Rush et remporte le vacant CMLL World Heavyweight Championship. En avril, lui et Euforia remportent le CMLL Torneo Gran Alternativa (2012). Le 31 août, il bat le IWGP Heavyweight Champion Hiroshi Tanahashi et remporte le CMLL Universal Championship (2012).
Le 13 novembre 2012, lui et Tama Tonga battent Atlantis et Diamante Azul et remportent les CMLL World Tag Team Championship,.
Il retourne ensuite à la New Japan Pro Wrestling pour 2 semaine de tournée où le 5 juillet, lui et Tama Tonga perdent les CMLL World Tag Team Championship contre Hiroshi Tanahashi et Jushin Thunder Liger,. Il rejoint ensuite le Bullet Club pour le reste de la tournée,,. Le 15 juillet, lui, Bad Luck Fale, Karl Anderson, Prince Devitt et Tama Tonga battent Chaos (Gedo, Jado, Kazuchika Okada, Yoshi-Hashi et Yujiro Takahashi) dans un Ten Man Tag Team Elimination Match.
Le 6 mars, lui et Máximo remportent le CMLL Torneo Nacional de Parejas Increibles (2015) en battant Volador Jr. et Rey Bucanero en finale.
Le 18 juin 2017, il perd contre Marco Corleone et ne remporte pas le CMLL World Heavyweight Championship. Le 29 octobre, il bat Diamante Azul et remporte le vacant Mexican National Heavyweight Championship.

#### Los Ingobernables (2018-2019)
Le 23 février 2018, lui et Rush remportent le CMLL Torneo Nacional de Parejas Increibles (2018) en battant Volador Jr. et Último Guerrero en finale et après le match, il accepte la proposition de Rush de rejoindre le clan Los Ingobernables. Le 6 juillet, lui, Rush et Penta El Zero M battent Carístico, Volador Jr. et Valiente, puis après le match, lui et Rush défient Volador Jr. et Valiente à un match pour les CMLL World Tag Team Championship. Le 13 juillet, lui et Rush battent Volador Jr. et Valiente et remportent les CMLL World Tag Team Championship.

#### Los Nuevos Ingobernables (2021-...)
Le 24 mars, lui et Ángel de Oro apparaissent lors d'un show d'information YouTube régulier de la CMLL et annonce la création d'une nouvelle faction du nom de Los Nuevos Ingobernables aux côtés de Niebla Roja,.
Le 24 avril, lui et Ángel de Oro perdent contre Alianza de Plata y Oro (Carístico et Místico) et ne remportent pas les CMLL World Tag Team Championship,.

### Ring Of Honor (2017-...)
Lors de Best in the World 2017, lui et Último Guerrero font leurs débuts à la fédération et battent The Kingdom (Matt Taven et Vinny Marseglia).

## Palmarès
- Consejo Mundial de Lucha Libre
  - 1 fois Mexican National Heavyweight Championship
  - 1 fois CMLL World Heavyweight Championship
  - 2 fois CMLL World Tag Team Championship avec Tama Tonga (1) et Rush (1)
  - 1 fois CMLL World Trios Championship avec Héctor Garza et Tarzan Boy
  - CMLL Universal Championship (2012, 2019)
  - Copa Dos Leyendas (2012)
  - Copa Pachuca (2012) avec Rush
  - CMLL Torneo Gran Alternativa (2012) avec Euforia
  - CMLL Torneo Nacional de Parejas Increibles (2015) avec Máximo
  - CMLL Torneo Nacional de Parejas Increibles (2018) avec Rush
  - Leyenda de Azul (2008)

- CMLL Guadalajara
  - 1 fois Occidente Tag Team Championship avec El Texano Jr.

- Pro Wrestling Illustrated
  - Classé 20e sur 500 dans le classement en 2014

- Autres titres
  - 1 fois Estado de México Trios Championship avec El Hijo del Diablo et Bombero Infernal